# でじこのへや2
『でじこのへや2』（-つー）はラジオ大阪で放送されたラジオ番組（アニラジ）。

## 概要
放送期間は2001年10月から2002年3月まで。この番組は2001年9月まで放送された『でじこのへや』のリニューアルに伴い、今までのタイトルに『2』が加わった。『でじこのへや』から引き続きデ・ジ・キャラット、アクエリアンエイジなど、様々なブロッコリーコンテンツをフィーチャーしたコーナーを展開した。

## パーソナリティー
- 真田アサミ（デ・ジ・キャラット役）
- 氷上恭子（ラ・ビ・アン・ローズ役）
- 沢城みゆき（プチ・キャラット役）

### コーナーパーソナリティ
PKOのお前とブラック
- 鳥海浩輔（リク･ハイゼンベルク役）
- 鈴木千尋（カイ･シュヴァイツァー役）
- サエキトモ（クウ･エアハルト役）

アクエリアンエイジコーナー
- 中井まれかつ

『ちっちゃな雪使いシュガー』コーナー
浅野真澄

## 放送時間
- ラジオ大阪 土曜0:00 - 1:00（金曜深夜）
- 文化放送 土曜1:30 - 2:30（金曜深夜）
- 信越放送 月曜0:05 - 1:05（日曜深夜）
- 北陸放送 日曜23:00～24:00
- 東海ラジオ 土曜1:00 - 2:00（金曜深夜）
- RKB毎日放送 金曜1:00 - 2:00（木曜深夜）

## 主なコーナー
- でじこに負けるな
- ニュー擬音
- アクエリアンエイジコーナー
- PKOのお前とブラック
  - 小さな悪見つけた
- 『ちっちゃな雪使いシュガー』コーナー

サエキと浅野が担当
- みゆきのラッキー占い
- はたらくでじこ